# Beatriz Barbuy
Beatriz Leonor Silveira Barbuy (São Paulo, 16 de fevereiro de 1950) é uma astrofísica brasileira reconhecida internacionalmente por sua expertise na análise química de populações estelares. Contribuiu com a identificação de algumas das estrelas mais antigas da Via Láctea, com idade de 12,5 bilhões de anos.
É professora titular do Instituto de Astronomia, Geofísica e Ciências Atmosféricas da Universidade de São Paulo (IAG/USP). Membro da Academia Brasileira de Ciências, da Academia de Ciências da França e da Academia Mundial de Ciências (TWAS, na sigla em inglês).
Da União Astronômica Internacional (IAU), foi vice-presidente em duas gestões seguidas (2003 a 2006 e 2006 a 2009), presidente da Comissão 29, sobre Espectros Estelares (1997-2000), e da Divisão 4, sobre Estrelas (2000-2003).
Foi considerada pela Revista Época uma das 100 personalidades brasileiras mais influentes do ano de 2009. No mesmo ano, foi uma das cinco ganhadoras do Prêmio L’Oréal-Unesco para Mulheres na Ciência. Em 2008, recebeu o Prêmio Trieste, da Academia Mundial de Ciências para os Países em Desenvolvimento. Em 2022, venceu o Prêmio Carolina Bori Ciência & Mulher, na área de Engenharias, Exatas e Ciências da Terra, promovido pela Sociedade Brasileira para o Progresso da Ciência (SBPC).

## Trajetória
Tornou-se bacharel em física em 1972 pelo Instituto de Física da Universidade de São Paulo (USP), mestre em astronomia em 1976 pelo Instituto de Astronomia, Geofísica e Ciências Atmosféricas da Universidade de São Paulo (IAG/USP) e obteve o título de Docteur dÉtat ès Sciences Physiques pela Universidade de Paris VII em janeiro de 1982. As informações são da Academia Brasileira de Ciências.
No mesmo ano, foi contratada pelo IAG/USP onde obteve a livre-docência e tornou-se professora titular em 1997, atuando principalmente nos seguintes temas: espectroscopia, diagrama cor-magnitude, aglomerados globulares, síntese de populações e evolução estelar.
No decorrer de sua trajetória profissional, foi pesquisadora visitante por períodos superiores a três meses no Observatório Lick, observatório astronômico da Universidade da Califórnia, nos Estados Unidos; no Instituto de Astronomia da Universidade de Cambridge, no Reino Unido, e no Observatório Europeu do Sul (ESO), organização intergovernamental de pesquisa em astronomia, composta e financiada por 17 países. Atua ainda regularmente no Observatório de Paris.
Morou na França por um período de cinco anos, de 1977 a 1982, onde obteve acesso para a realização de observações junto ao Observatório Europeu do Sul. Realizou em torno de 40 missões observacionais como pesquisadora principal.
Na década de 1990, o Brasil ingressou nos consórcios internacionais dos projetos de telescópios SOAR e Gemini, contribuindo com 20 milhões de dólares, a maior parte repassados pelo Conselho Nacional de Desenvolvimento Científico e Tecnológico (CNPq).
De acordo com o jornal Folha de S.Paulo, o Gemini é um consórcio para pesquisa do qual participam os Estados Unidos (que entraram com 50% dos recursos), a Grã-Bretanha (25%), o Canadá (15%), a Austrália (5%), a Argentina (2,5%) e o Brasil (2,5%). É formado por dois telescópios: um fica na montanha Mauna Kea, no Havaí, o outro, no monte Cerro Pachón, no Chile. O telescópio SOAR, também instalado nos Andes chilenos, é uma parceria entre Brasil e Estados Unidos.
Com isso, a cientista teve a oportunidade de participar de projetos instrumentais, em particular com a coordenação de projeto FAPESP (Fundação de Amparo à Pesquisa do Estado de São Paulo) para construção de espectrógrafo para o telescópio SOAR, e do “Instituto do Milênio para Evolução de Estrelas e Galáxias na Era dos Grandes Telescópios”. Esta organização envolve 19 instituições brasileiras, como a Universidade de São Paulo, a Universidade Federal do Rio Grande do Sul e o Observatório Nacional do Rio de Janeiro. Em 2004, os recursos da ordem de R$ 3,1 milhões, vinham do Ministério da Ciência e Tecnologia.
Entre os objetivos do programa estão a divulgação do conhecimento de astronomia entre estudantes brasileiros e a reunião dos principais centros de pesquisa do Brasil, investimento em tecnologia e desenvolvimento de instrumentos de precisão para observação astronômica, sobretudo nos telescópios que fazem parte dos programas Gemini e SOAR.
As atividades internacionais da cientista incluem ainda a participação em comitês de programas de observação do telescópio espacial Hubble nos anos de 1995 e 1999; do Keck-NIRSPEC dentro do acordo Gemini-Keck, nos anos de 1999 e 2001.
É membro da Academia Brasileira de Ciências, da Academia de Ciências da França e da Academia Mundial de Ciências (TWAS, na sigla em inglês), uma organização internacional criada em 1983 na cidade de Trieste, Itália.
Orientou 11 teses de doutoramento e sete dissertações de mestrado. Publicou 150 artigos em revistas internacionais indexadas, constam 2900 citações no Institute for Scientific Information (ISI) e 3000 citações na Astrophysics Data System, banco de dados disponibilizado pela NASA.
Em entrevista à revista FAPESP em abril de 2013 para a reportagem “No Rastro das Primeiras Estrelas”, Beatriz Barduy disse que um de seus artigos de maior impacto foi um de 1988, tornando-a conhecida. Sua tese tinha sido sobre a presença de carbono, nitrogênio e oxigênio em estrelas frias. Demonstrou que nas estrelas do halo (Via Láctea) há excesso de oxigênio.

## Paixão pela astrofísica
A paixão pela astrofísica despertou na adolescência, quando uma leitura de férias sobre os astros encantou a cientista brasileira, segundo reportagem do jornal Folha de S.Paulo publicada em 27 de janeiro de 2004.
“Eu devia ter uns 15 anos, ainda não sabia o que queria fazer no futuro. Adorava ler. Até que meu irmão ganhou o livro 'Um, Dois, Três... Infinito', do físico russo George Gamow [1904-1968]. Depois de devorá-lo, decidi que seria astrônoma.”
Nascida em São Paulo e filha de professores de filosofia, Beatriz Leonor Silveira Barbuy conta na reportagem o motivo que a levou a morar na Europa na década de 1970. “Aqui no Brasil, a astronomia era meio incipiente na época. Fiquei lá cinco anos. Foi difícil. Mas fazer o doutorado na França me colocou na boa trilha”, recordou.
Foi no exterior que ela se aprofundou nos estudos de estrelas e galáxias, bem como na investigação de elementos químicos presentes em diversas populações estelares da Via Láctea e das Nuvens de Magalhães. Dedicou-se ainda ao estudo dos chamados Gamma-ray bursts (GRB), intensas explosões observadas em galáxias distantes. São os fenômenos mais luminosos que se conhecem no universo.
Para convencer as pessoas da importância da astronomia, a cientista brasileira contou na reportagem da Folha de S.Paulo de 2004 que as transmissões via satélite só são possíveis porque, em 1610, o astrônomo italiano Galileu Galilei (1564-1642) descobriu que a Terra girava em torno do Sol. E não o contrário, como a Igreja Católica pregava. “Se hoje existem satélites que transmitem jogos de futebol ao vivo, antes foi preciso entender muito bem o movimento da órbita da Terra. Isso é astronomia pura.”
Sobre a presença feminina na astronomia, Beatriz Leonor Silveira Barbuy disse na ocasião: “Creio que as mulheres têm de fazer alguma coisa mais que os homens para serem bem reconhecidas como profissionais”.

## Reconhecimentos
Em 2009, foi considerada pela Revista Época uma das 100 personalidades mais influentes do Brasil. A seleção foi feita pela equipe editorial, com a colaboração de milhares de leitores (que enviaram suas sugestões em epoca.com.br) e de especialistas em diferentes campos. Segundo a publicação, a lista é composta por nomes que se destacaram “pelo poder, pelo talento, pelas realizações ou pelo exemplo moral”.
No mesmo ano, foi uma das cinco ganhadoras do Prêmio L’Oréal-Unesco para Mulheres na Ciência por sua pesquisa sobre “A vida das estrelas, desde seu nascimento do universo até nossos dias”. Em reportagem da EFE, publicada pelo portal G1 em 5 de março de 2009, Beatriz Leonor Silveira Barbuy afirmou: “embora a situação esteja melhorando, as jovens cientistas ainda têm problemas para fazer suas pesquisas e estes prêmios são importantes, sobretudo, por seu trabalho de difusão”. O prêmio, angariado em dinheiro, foi da quantia de 100 mil dólares. Além de seu trabalho científico, a pesquisadora colaborou com a Organização das Nações Unidas para a Educação, a Ciência e a Cultura (Unesco) para transformar 2009 no Ano Internacional da Astronomia.
Em 2022, venceu a categoria “Mulheres Cientistas”, destacando pesquisadoras de instituições nacionais que contribuíram significativamente para a ciência e gestão científica, do Prêmio Carolina Bori Ciência & Mulher, na área de Engenharias, Exatas e Ciências da Terra, promovido pela Sociedade Brasileira para o Progresso da Ciência (SBPC). O nome homenageia Carolina Martuscelli Bori (1924-2004), pesquisadora na área de psicologia experimental e primeira presidente mulher da SBPC.
A cerimônia de premiação aconteceu em 11 de fevereiro de 2022, de forma virtual, com transmissão pelo canal da SBPC no YouTube. A data do evento foi escolhida em celebração ao Dia Internacional das Mulheres e Meninas na Ciência, instituído pela Unesco.
Em entrevista a SBPC, publicada em 03 de outubro de 2023 como forma de incentivar as sociedades científicas afiliadas a enviarem indicações de candidatas para a próxima edição do prêmio, Beatriz Leonor Silveira Barbuy disse: “Eu já tinha recebido dois prêmios internacionais, mas esse foi um reconhecimento no Brasil. Por que o prêmio é importante? Primeiro, porque a professora Carolina Bori foi uma pioneira como mulher na ciência, ela foi uma importante psicóloga e implementou a psicologia nas universidades, principalmente na USP, e também liderou movimentos de apoio à ciência junto à SBPC”.
“Nascida em 1924, ela é de uma geração que tinha poucas mulheres que se dedicavam a esses aspectos, então é muito admirável que ela tenha sido uma pioneira com tanta energia. Eu agradeço muito a SBPC e acho que foi bastante importante para mim, não só esse prêmio, como os outros dois que eu recebi, porque há muito pouco reconhecimento no Brasil aos cientistas, aos pesquisadores, em geral”, completou.

## Populações estelares
Beatriz Leonor Silveira Barbuy liderou de fevereiro de 2016 a julho de 2023 o Projeto Temático da FAPESP “Populações estelares na Via Láctea: bojo, halo, disco e regiões de formação de estrelas; instrumentação para espectroscopia de alta resolução”, que investiga as populações estelares e a estrutura da Via Láctea para uma compreensão mais profunda de sua formação e evolução.
De acordo com reportagem da revista FAPESP publicada em 12 de dezembro de 2019, uma equipe de cientistas do Brasil e da França apresentou uma hipótese para elucidar a origem da nebulosa Sh 2-296, situada aproximadamente a 3.800 anos-luz de distância da Terra. Segundo o grupo, o fenômeno foi provocado pelas múltiplas explosões de estrelas, cada uma com uma massa dezenas de vezes superior à do Sol, que ocorreram nos últimos 6 milhões de anos.
Nebulosas, também conhecidas como nuvens interestelares, representam áreas da Via Láctea com grandes concentrações de gás e poeira. Tão densas são essas regiões que podem obstruir a visão da luz das estrelas situadas por trás delas para um observador terrestre. Além disso, caracterizam-se por serem extremamente frias, com temperaturas que podem chegar a -250 graus Celsius. Essas condições propiciam a agregação de gás e poeira, que, quando atingem uma densidade suficiente, começam a se unir sob a influência da gravidade, formando fragmentos progressivamente maiores. Esse processo é o responsável pela origem de novas estrelas.
A nebulosa Sh 2-296, localizada nas proximidades de uma nuvem de poeira interestelar mais ampla e densa denominada nebulosa da Gaivota, devido à sua forma característica, exibe uma combinação intrigante de fenômenos astronômicos, com diversas estrelas brilhando entre nuvens escuras. Por um longo período, os cientistas têm buscado desvendar a origem desse ambiente propício ao nascimento de estrelas. A mais recente teoria sobre sua formação fundamenta-se em dados coletados por observatórios distribuídos globalmente, capacitados para detectar diversas formas de radiação que compõem o espectro eletromagnético.
Após análise, uma equipe de pesquisadores do Instituto de Astronomia, Geofísica e Ciências Atmosféricas da Universidade de São Paulo (IAG-USP) e do Instituto de Astrofísica de Paris, na França, descobriu que a nebulosa Sh 2-296 faz parte de uma estrutura mais ampla, previamente desconhecida, com formato de concha elíptica, denominada concha CMa. Essa estrutura teria se originado devido a uma série de explosões de estrelas supermassivas, um fenômeno conhecido como supernova, conforme relatado em um estudo publicado na revista Astronomy & Astrophysics em agosto de 2019.
Próximo a essa concha, os cientistas detectaram a presença de três estrelas. Utilizando dados fornecidos pelo satélite Gaia, lançado pela Agência Espacial Europeia (ESA) em 2013 para mapear a distância e os movimentos das estrelas na Via Láctea através de imagens de alta resolução, os pesquisadores realizaram uma análise detalhada. “Constatamos que essas estrelas estão se deslocando para fora daquela região em alta velocidade”, explicou à reportagem da revista FAPESP a astrofísica Beatriz Fernandes Lopes Soares.
Os pesquisadores monitoraram o deslocamento dessas estrelas para calcular suas posições originais no passado, descobrindo que todas foram ejetadas aproximadamente do mesmo local, localizado dentro da concha CMa. Essa ejeção ocorreu como resultado de três explosões de supernova sucessivas, que aconteceram há 6, 2 e 1 milhão de anos atrás;

## Espectrógrafo Mosaic
Outro Projeto Temático FAPESP que Beatriz Leonor Silveira Barbuy lidera é o “Espectrógrafo multi-objeto (Mosaic) para o extremely large telescope: espectroscopia de populações estelares na via láctea e em galáxias” cuja vigência iniciou-se em 01 de agosto de 2023 e se estenderá até 31 de julho de 2028.
De acordo com a Biblioteca Virtual da FAPESP, fonte referencial de informação para pesquisas apoiadas pelo órgão, o projeto visa a participação no desenho, construção e uso científico do espectrógrafo Mosaic, a ser instalado no Extremely Large Telescope (ELT), em português Telescópio Extremamente Grande, do Observatório Europeu do Sul (ESO, na sigla em inglês), o maior telescópioóptico já projetado, com espelho de 39 metros de diâmetro, a ser instalado no Chile.
O ELT é um telescópio de grandes dimensões projetado para a próxima geração de telescópios do Observatório Europeu do Sul. A tecnologia atual restringe o tamanho de cada espelho individual a um máximo de 8 metros. A próxima geração de telescópios será composta por vários espelhos hexagonais de 10 metros. O ELT (Extremely Large Telescope) proporcionará uma observação do universo com ainda mais detalhes do que o Telescópio Espacial Hubble. O projeto está orçado em 1300 milhões de euros e prevê-se que seja concluído até 2025.
“O impacto científico é grande, pois a grande área coletora do espelho de 39m, com alta resolução espacial, juntamente com observação de múltiplos objetos simultaneamente pelo MOSAIC, permitirá observar grandes amostras de objetos, o que será importante para examinar os objetos a serem revelados pelos telescópios de levantamentos (surveys) como o LSST (Large Synoptic Survey Telescope), JWST (James Webb Space Telescope) e Euclid, em particular as primeiras galáxias nos confins do Universo”, diz o resumo do projeto.
Entre os objetivos descritos do projeto incluem também a procura e o estudo de exoplanetas, que são planetas que orbitam estrelas fora do nosso Sistema Solar. Até 2019, a NASA havia confirmado a presença de mais de 4000 exoplanetas e cerca de 3000 sistemas planetários distintos.